# Tony Ries (ur. 1939)
Tony Ries, właśc. Anthony Ries Jr. (ur. 27 września 1939 w Johannesburgu) – południowoafrykański zapaśnik walczący w stylu wolnym. Olimpijczyk z Rzymu 1960, gdzie zajął jedenaste miejsce w kategorii do 67 kg.
Brązowy medalista igrzysk wspólnoty narodów w 1958 roku.
Jego ojciec, Tony Ries, również był zapaśnikiem, olimpijczykiem z Londynu 1948.

## Letnie Igrzyska Olimpijskie 1960
| Konkurencja      | Rundy eliminacyjne  | Rundy eliminacyjne  | Rundy eliminacyjne   | Rundy eliminacyjne      | Klas. końcowa |
| Konkurencja      | Przeciwnik I        | Przeciwnik II       | Przeciwnik III       | Przeciwnik IV           | Miejsce       |
| ---------------- | ------------------- | ------------------- | -------------------- | ----------------------- | ------------- |
| 67 kg styl wolny | Mario Tovar (MEX) Z | Bong Ug-won (KOR) P | Ray Lougheed (CAN) Z | Moustafa Tajiki (IRI) P | 11.           |